# Luigi Passerini

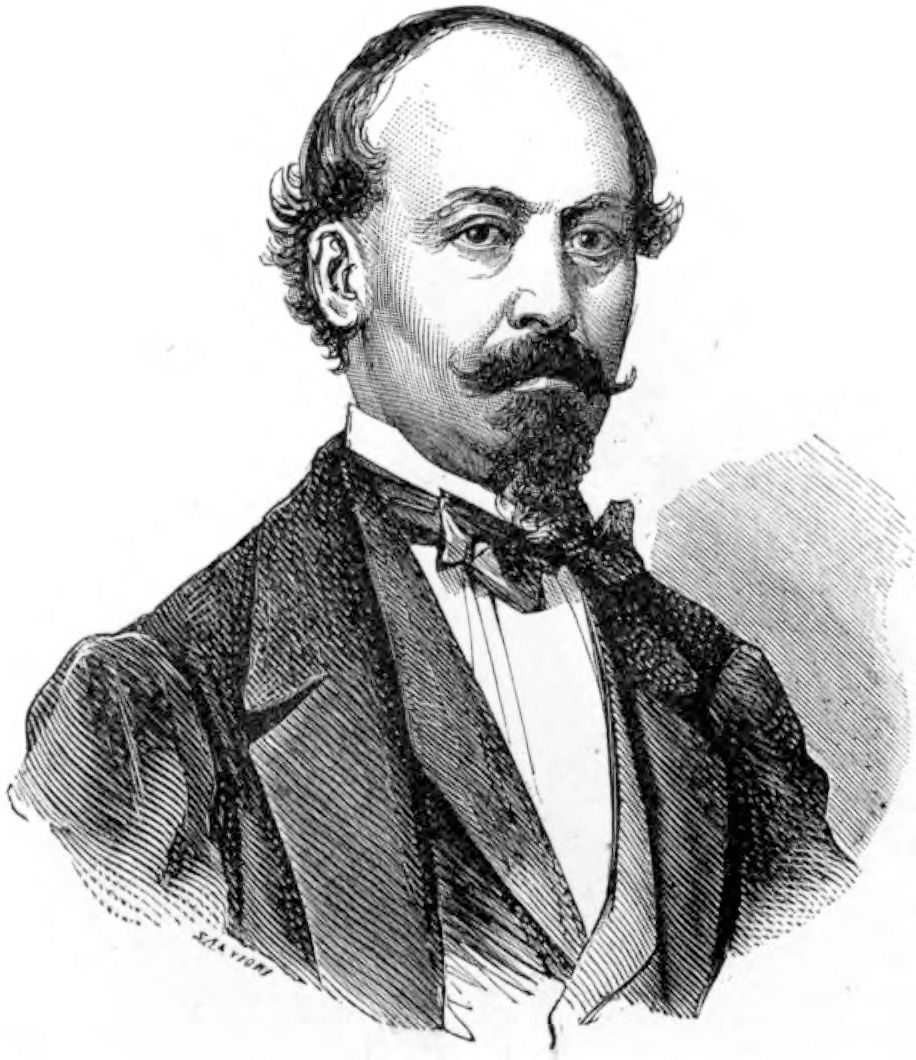
Luigi Passerini, Darstellung von 1861

Luigi Passerini oder Luigi Passerini Orsini de’ Rilli (* 31. Oktober 1816 in Florenz; † 13. Januar 1877 ebenda) war ein italienischer Historiker, Genealoge und Politiker.

## Leben und Werk
Luigi Passerinis Vater Francesco hatte mehrere Ämter am Hof der Großherzöge der Toskana und der Königin von Etrurien bekleidet. Er selbst studierte Rechtswissenschaften an der Universität Pisa und übte danach in Florenz den Beruf eines Anwalts aus. 1845 wurde er bei der Archivverwaltung und der Adelsdeputation daselbst beschäftigt sowie 1856 einer der Direktoren des florentinischen Staatsarchivs.  Auch politisch betätigte er sich und hatte 1848 mit 500 Toskanern am sardischen Unabhängigkeitskrieg gegen Österreich teilgenommen. 1861 wählte ihn das Tal Casentino zum Abgeordneten im italienischen Parlament, in welcher Funktion er drei Jahre verblieb. Dann zog er sich vom politischen Leben zurück und widmete sich wieder gelehrten Studien. 1871 wurde er zum Direktor der Nationalbibliothek von Florenz ernannt.  Er starb am 13. Januar 1877 im Alter von 60 Jahren in Florenz.
Passerini verfasste zahlreiche Schriften zur Geschichte seiner Vaterstadt und deren berühmtester Familie wie z. B.:
- Ademollo, Agostino, Marietta de’Ricci ovvero Firenze al tempo dell’assedio, 2. Auflage Florenz 1845
- Storia degli stabilimenti di beneficenza e d’istruzione elementare gratuita della città di Firenze, Florenz 1853
- Genealogie der italienischen Familien, 1858ff.
- Le armi dei municipj toscani illustrate, Florenz 1864
- Curiosità storico-artistiche fiorentine, Florenz 1875
- La bibliografia  di Michelangelo Buonarroti e gli incisori delle sue opere, Florenz 1875

Ferner beteiligte sich Passerini an der Fortsetzung von Pompeo Litta Biumis Famiglie celebri italiane und an der Herausgabe toskanischer Urkundenwerke. Gemeinsam mit Pietro Fanfani und Gaetano Milanesi publizierte er auch eine kritische Edition der Werke Machiavellis.

## Mitgliedschaften
1841 wurde  Passerini von Félix Édouard Guérin-Méneville als Mitglied Nummer 219 der Société Cuvierienne vorgestellt.

## Werke (Auswahl)
- Genealogia e storia della famiglia Rucellai. Cellini, Firenze 1861. Digitalisat